# Siège de Melun (1359)
Guerre de Cent Ans
Batailles
Le siège de Melun se déroule en juin 1359 durant la première période de la guerre de Cent Ans.

## Introduction
En 1359, Melun étant aux mains de Charles de Navarre dit le Mauvais, allié des Anglais, le dauphin Charles se décide à délivrer Melun et se dirige sur la ville, avec les connétables Robert de Fiennes et Bertrand du Guesclin, 3 000 hommes, deux canons et en firent le siège.

## Déroulement du siège
Un assaut général est donné qui n'amène à aucun résultat.

## Détail
Le 18 juin 1359, à 17 ans, le futur maréchal et connétable, Louis de Sancerre, y fit ses premières armes, attira par sa bravoure l'attention du connétable Bertrand Du Guesclin, et de ce moment devint l'ami de ce grand homme.

## Suites
Le traité de Pontoise, le 21 août 1359, met fin au siège, et la ville revient aux mains du royaume de France.
Le régent fit aussitôt renforcer les fortifications de la ville et du château, et les pourvut d'artillerie. Il fit de Melun sa résidence favorite et il allait chasser régulièrement dans la forêt de Fontainebleau.